# 보르보네파르마 왕자빈 빅토리아
보르보네파르마 왕자빈 빅토리아(Princess Viktória of Bourbon-Parma, Countess of Bardi, Countess of Montizòn, 1982년 5월 25일 ~ )는 헝가리계 네덜란드인 변호사, 자선가, 그리고 기업 전략 경영자이다. 네덜란드 공주 이레너와 파르마 공작 카를로스 우고의 아들인 보르보네파르마 왕자 하이메와 결혼하면서 보르보네파르마가와 네덜란드 왕실의 일원이 되었다. 그녀는 2013년에 그녀의 시형인 파르마 공작 카를로스 왕자로부터 작위를 수여받은 몬티존 백작부인이다. 베아트릭스 여왕이 1996년에 발표한 왕령에 따라, 그녀는 확장된 왕실의 일원으로서 네덜란드의 빅토리아 보르보네파르마 왕자빈의 양식과 작위를 받을 자격이 있다.
빅토리아는 왕실에 결혼하기 전에 기업 변호사와 라보뱅크의 법률 고문으로 일했다. 그녀는 세계 벤치마킹 연합에서 식품 변혁의 리더로 전략 경영 분야에서 일하고 있으며, 2015년부터 세이브더칠드런 네덜란드의 왕실 후원자로 일하고 있다.